# Kara Hülëgü
Kara Hülëgü (mort el 1252) fou l'hereu de l'ulus de Txagatai Khan (1242 - 1246 i 1252). Era fill de Möetüken, net de Txagatai Khan, i besnet de Genguis Kan.
Mort el seu pare al setge de Bamian (1221) Txagatai va obtenir del seu pare Genguis Kan el nomenament de Kara Hülëgü, fill del difunt, com el seu hereu (tot i que tenia altres fills). El gran kan Ogodei va acceptar també aquesta elecció. A la mort de Txagatai Khan (desembre de 1241 o gener del 1242), Kara Hülëgü va ser reconegut en possessió de l'ulus de Txagatai. Però el nou gran kan Guyuk no ho veia bé, i el va destituir el 1246 i va nomenar un fill de Txagatai i, per tant, oncle de Kara Hülëgü, de nom Yesü Möngke, que era amic personal del kan, el qual va governar fins al 1252 quan fou acusat de conspirar contra el nou gran kan Mongke (donava suport al ogodeïdes) i deposat, i Kara Hulagu va poder tornar a la direcció dels afers.
Kara Hulagu va rebre el nomenament i l'encàrrec d'executar a Yesu Mongke, però no va sobreviure al viatge de retorn al seu país i l'execució la va haver de dirigir la seva vídua Orghana, que regnava en nom del seu marit, i que sembla que va afavorir els musulmans; en aquest temps la seva autoritat no passava de la vall del riu Ili. Segons Guillem de Robrouck en aquest temps l'imperi estava dividit de fet entre Batu Khan i Mongke, sent la divisòria entre ambdós una línia entre el riu Talas i el riu Txu, i els petits feus interns eren només terres de pastures amb organització tribal i no verdaders estats organitzats; Masud Beg era governador per compte del gran kan però amb l'acord de Batu Khan, dels territoris entre Besh Baligh i Coràsmia.